# Termodinamikai béta
A termodinamikai béta egy fizikai mennyiség a statisztikus mechanikában, mely egy rendszer termodinamikai hőmérsékletéhez ({\displaystyle T}), kapcsolódik.
Számítása:
{\displaystyle \beta ={\frac {1}{k_{\mathrm {B} }T}}\,,}
ahol {\displaystyle k_{\mathrm {B} }} a Boltzmann-állandó.
A termodinamikai béta úgy tekinthető, mint kapcsolat egy fizikai rendszer statisztikus  értelmezése, és a termodinamika között.
Néha alapvetőbb mennyiségnek tekinthető, mint a hőmérséklet.

## Statisztikus értelmezés
Statisztikai szempontból, a β egy numerikus mennyiség, mely kapcsolódik két, egyensúlyban lévő makroszkopikus rendszerhez.
A pontos megfogalmazás a következő: Tekintsünk két rendszert, 1 és 2, termikus kapcsolatban, a megfelelő energiákkal, E1 és E2. Feltételezzük, hogy E1 + E2 = valamilyen E konstans.
Minden egyes rendszer mikroállapotainak számát jelöljük Ω1 and Ω2.
A feltételezésünk szerint Ωi csak Ei-től függ.
Így a kombinált rendszer mikroállapotainak a száma:
{\displaystyle \Omega =\Omega _{1}(E_{1})\Omega _{2}(E_{2})=\Omega _{1}(E_{1})\Omega _{2}(E-E_{1}).\,}
β-át levezetjük a következő alapvető feltételezésből:
Ha a kombinált rendszer eléri az egyensúlyi állapotát, az Ω eléri maximális értékét.
Más szavakkal, a rendszer természetesen törekszik a mikroállapotok maximális számára, ezért az egyensúlyban,
{\displaystyle {\frac {d}{dE_{1}}}\Omega =\Omega _{2}(E_{2}){\frac {d}{dE_{1}}}\Omega _{1}(E_{1})+\Omega _{1}(E_{1}){\frac {d}{dE_{2}}}\Omega _{2}(E_{2})\cdot {\frac {dE_{2}}{dE_{1}}}=0.}
Azonban E1 + E2 = E, ebből következik
{\displaystyle {\frac {dE_{2}}{dE_{1}}}=-1.}
így
{\displaystyle \Omega _{2}(E_{2}){\frac {d}{dE_{1}}}\Omega _{1}(E_{1})-\Omega _{1}(E_{1}){\frac {d}{dE_{2}}}\Omega _{2}(E_{2})=0}
azaz:
{\displaystyle {\frac {d}{dE_{1}}}\ln \Omega _{1}={\frac {d}{dE_{2}}}\ln \Omega _{2}\quad {\mbox{at equilibrium.}}}
A fenti összefüggésből következik a β definíciója:
{\displaystyle \beta \equiv {\frac {d\ln \Omega }{dE}}.}

## Termodinamikai értelmezés
Amikor két rendszer egyensúlyban van, akkor hasonló T termodinamikai hőmérséklettel rendelkeznek.
Ebből azt várnánk el, hogy β összefügg valamilyen  módon a T-vel.
Az összefüggés a következő módon vezethető le:
{\displaystyle S=k\ln \Omega ,\,}
ahol k a Boltzmann-állandó. Így
{\displaystyle d\ln \Omega ={\frac {1}{k}}dS.}
β-át behelyettesítve:
{\displaystyle \beta ={\frac {1}{k}}{\frac {dS}{dE}}.}
Összehasonlítva a termodinamikai formulával
{\displaystyle {\frac {dS}{dE}}={\frac {1}{T}},}
kapjuk:
{\displaystyle \beta ={\frac {1}{kT}}={\frac {1}{\tau }}}
ahol {\displaystyle \tau }-t néha a rendszer alapvető hőmérsékletének nevezik, egységnyi energiára számolva.